# Mulloidichthys pfluegeri
Mulloidichthys pfluegeri (Steindachner, 1900) è un pesce della famiglia Mullidae proveniente dalle regioni tropicali dell'Indo-Pacifico.

## Distribuzione e habitat
È diffuso dalle coste orientali dell'Africa alla Micronesia e può essere trovato anche oltre i 100 m di profondità, sempre su fondali sabbiosi.

## Descrizione
La lunghezza massima registrata è di 40 cm. La colorazione varia tra l'arancione e il rossastro, più chiara sul ventre.

## Biologia

### Comportamento
È una specie diurna che nuota in banchi.

### Alimentazione
Si nutre sia di pesci ossei più piccoli che di invertebrati marini, in particolare crostacei.